# Bledule
Bledule (Leucojum) je rod jednoděložných rostlin z čeledi amarylkovité. Český název bledule patří mezi novotvary vytvořené v 19. století Janem Svatoplukem Preslem.

## Popis
Bledule jsou vytrvalé pozemní byliny, s cibulemi. Jsou to rostliny jednodomé s oboupohlavnými květy. Listy jsou po několika v přízemní růžici, jsou jednoduché, přisedlé, s listovými pochvami. Čepele listů jsou celokrajné, většinou čárkovité, žilnatina je souběžná. Květy jsou oboupohlavné, jsou jednotlivé na vrcholu stonku nebo ve zdánlivých okolících obsahujících zpravidla 2-7 květů. Pod květem popř. květenstvím jsou 2 listeny, které jsou volné nebo zcela srostlé a tvoří toulec. Okvětí se skládá z 6 okvětních lístků ve 2 přeslenech (3+3), které jsou volné a v podstatě stejné, vytváří zvonkovitý tvar okvětí. Tyčinek je 6. Gyneceum je složeno ze 3 plodolistů, je synkarpní, semeník je spodní. Plodem je třípouzdrá tobolka.

## Rozšíření
Podle současné taxonomie rod zahrnuje jen 2 druhy a je rozšířen v Evropě a jihozápadní Asii. Oba druhy se přirozeně vyskytují i v České republice. Bledule jarní je evropský endemit. Nominátní poddruh

## Rozšíření v Česku
V Česku rostou 2 druhy z rodu bledule (Leucojum). Ve vlhkých listnatých lesích, vzácněji na vlhkých loukách, roste bledule jarní (Leucojum vernum). V moravských Karpatech se však asi vyskytuje pouze adventivně. Má zpravidla jednotlivé květy. Květenství s 3-7 květy mívá bledule letní (Leucojum aestivum), kriticky ohrožený druh (C1). V Česku roste jen v jihomoravských nížinných luzích, jinde byl zaznamenán jen ojedinělý adventivní výskyt.

## Zástupci
- bledule jarní (Leucojum vernum)
- bledule letní (Leucojum aestivum)